# Giampaolo Cheula
Giampaolo Cheula, né le 23 mai 1979 à Premosello-Chiovenda près de Verbania, est un ancien coureur cycliste italien. Il est passé professionnel en 2001 au sein de l'équipe Mapei-Quick step. Sa fin de carrière est annoncée en janvier 2013.

## Palmarès

### Palmarès amateur
- 1995
  - Prix des Vins Henri Valloton débutants
- 2000
  - Flèche du Sud :
    - Classement final
    - 2e étape

  - 3e du Trofeo Alcide Degasperi

### Palmarès professionnel
- 2002
  - 3e étape du Tour de Bavière
  - Classement général du Circuit des Mines
- 2004
  - 3e du Giro d'Oro
- 2005
  - 2e du Tour de Berne
  - 3e du Tour des Asturies
- 2006
  - Classement général de la Course de la Paix
- 2008
  - Grand Prix Nobili Rubinetterie
- 2010
  - 3e du Grand Prix de Lugano

## Résultats sur les grands tours

### Tour de France
2 participations
- 2007 : 111e
- 2008 : 88e

### Tour d'Italie
4 participations
- 2003 : 62e
- 2009 : 101e
- 2010 : abandon (15e étape)
- 2011 : 97e

### Tour d'Espagne
2 participations
- 2003 : 107e
- 2010 : 86e

## Classements mondiaux
| Année            | 2005 | 2006 | 2007 | 2008 | 2009 | 2010 | 2011 |
| ---------------- | ---- | ---- | ---- | ---- | ---- | ---- | ---- |
| UCI America Tour |      |      |      |      |      |      | 229e |
| UCI Asia Tour    | 146e |      |      |      |      |      |      |
| UCI Europe Tour  | 120e | 44e  | 496e | 190e | 868e |      |      |
| UCI Oceania Tour |      |      | 79e  |      |      |      |      |